# جدول دارتا مختار (سررود الجنوبي)
جدول دارتا مختار (بالفارسية: جدول دارتامختار) هي قرية تقع في إيران في قسم سررود الجنوبي الريفي. يقدر عدد سكانها بـ 31 نسمة بحسب إحصاء 2016.